# Aripuanazijdeaapje
De aripuanazijdeaapje (Mico intermedius) is een zoogdier uit de familie van de klauwaapjes (Callitrichidae). De wetenschappelijke naam van de soort werd voor het eerst geldig gepubliceerd door Philip Hershkovitz in 1977.

## Voorkomen
De soort komt voor in Brazilië.